# Matarrubia
Matarrubia ist ein zentralspanischer Ort und eine Gemeinde mit 79 Einwohnern (Stand: 2024) in der Provinz Guadalajara in der Autonomen Gemeinschaft Kastilien-La Mancha. 

## Geografie
Matarrubia befindet sich etwa 26 Kilometer nordnordwestlich von Guadalajara und etwa 64 Kilometer nordöstlich von Madrid in einer Höhe von ca. 875 m. 

## Bevölkerungsentwicklung
| Bevölkerung | Bevölkerung | Bevölkerung | Bevölkerung | Bevölkerung | Bevölkerung |
| 1970        | 1981        | 1991        | 2001        | 2011        | 2021        |
| ----------- | ----------- | ----------- | ----------- | ----------- | ----------- |
| 139         | 62          | 55          | 48          | 59          | 66          |

## Sehenswürdigkeiten
- Bartholomäuskirche (Iglesia de San Bartolomé)

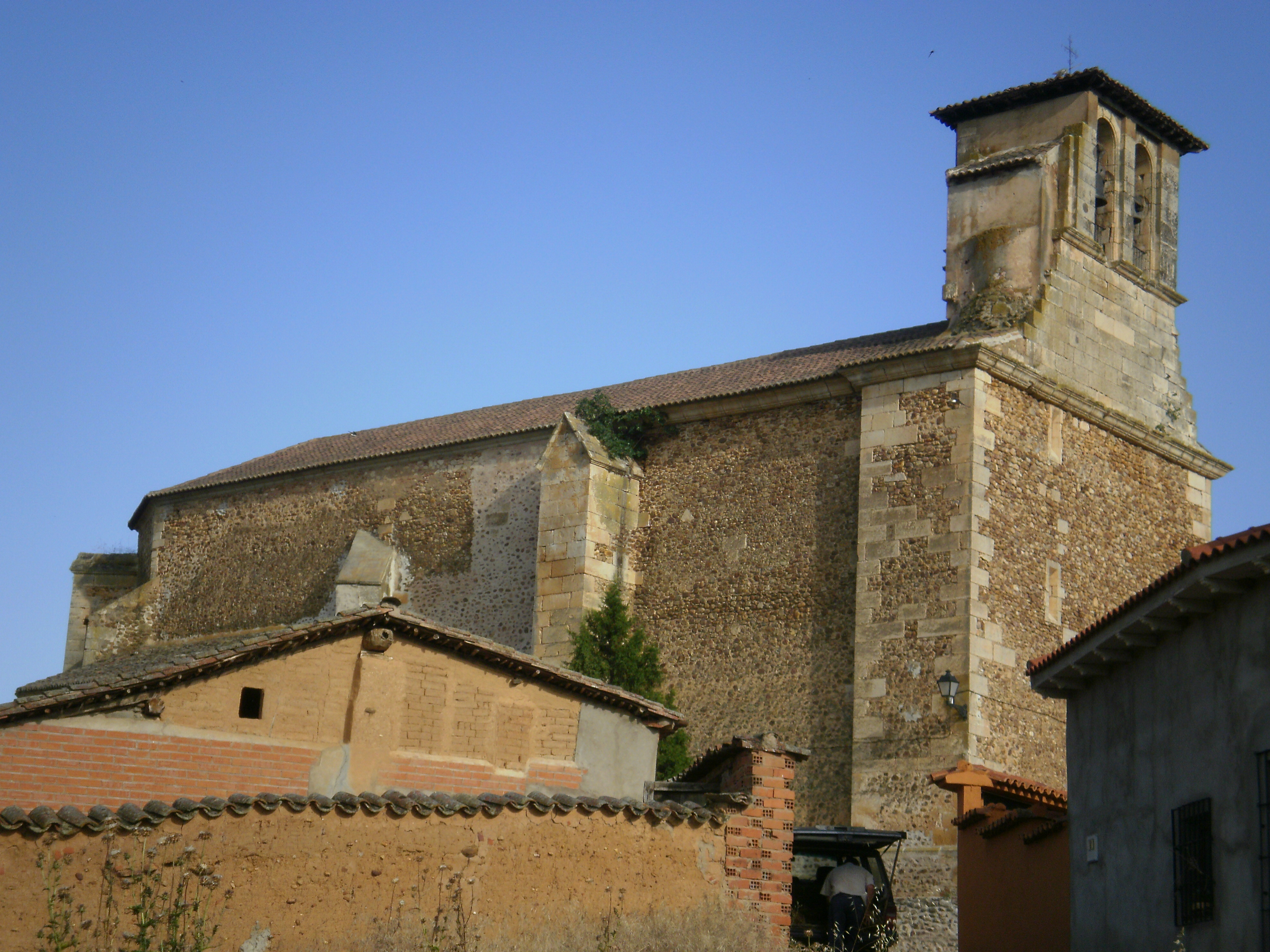
Bartholomäuskirche
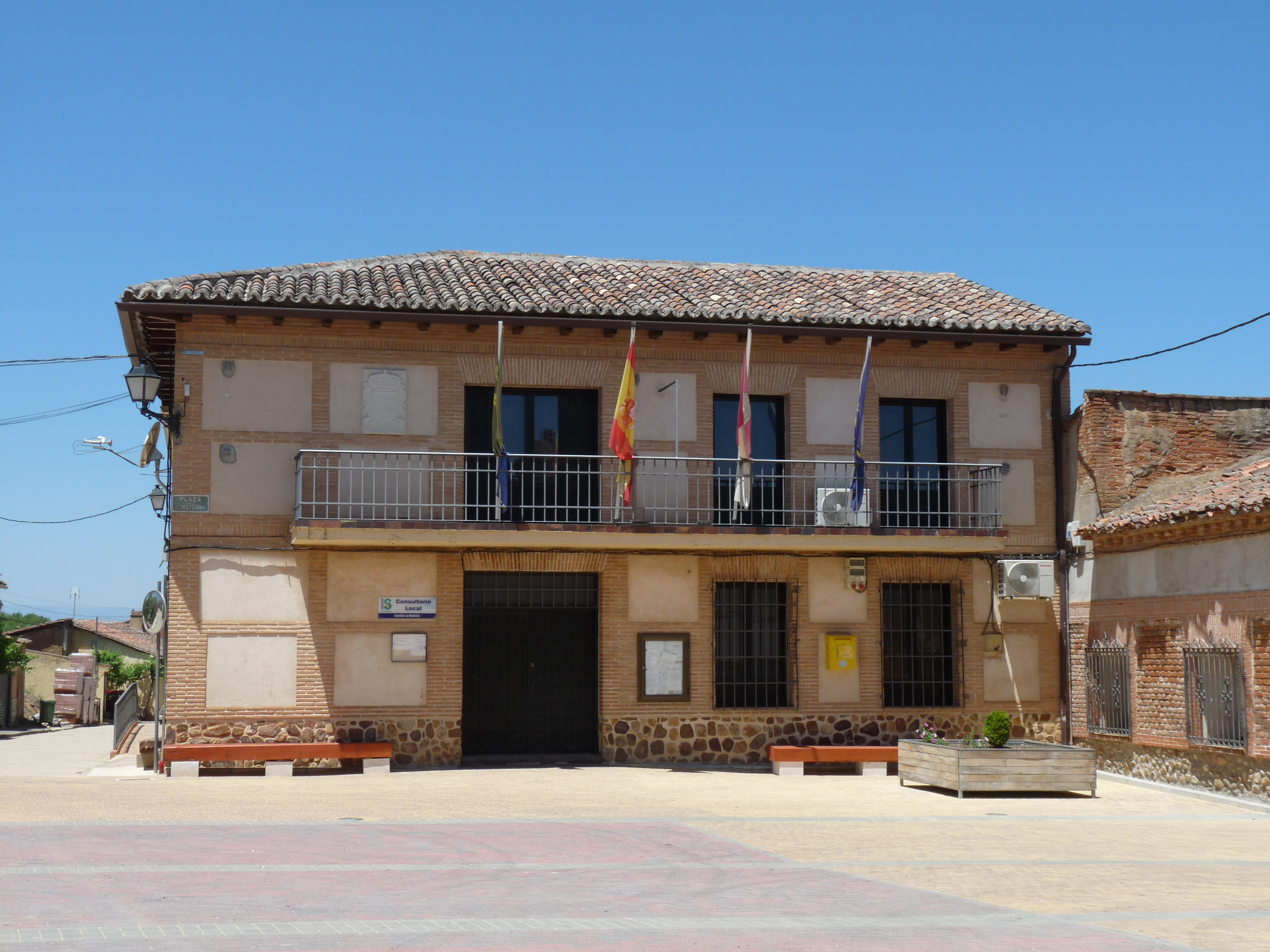
Rathaus